# Lady Dynamite
Lady Dynamite é uma série de comédia americana criada por Pam Brady e Mitch Hurwitz, na Netflix. A série é estrelada por Maria Bamford, e é vagamente baseada em sua vida. Os doze episódios da primeira temporada foram liberado em 20 de Maio de 2016. A série foi renovada para uma segunda temporada, juntamente com vários outros Originais Netflix , em 27 de julho de 2016. A segunda temporada estreou em 10 de novembro de 2017. Em 13 de janeiro de 2018, a série foi cancelada após duas temporadas.

## Premissa
A comediante/atriz Maria Bamford (interpretada por ela mesma) retorna a  Los Angeles depois de passar seis meses em recuperação pelo transtorno bipolar e tenta construir a sua vida a partir do zero, com a ajuda de seu agente Bruce Ben-Bacharach (Fred Melamed). Ao longo de toda a primeira temporada, os flashbacks são empregados para obter uma visão sobre Maria da história e suas relações com sua família e amigos.

## Elenco

### Principal

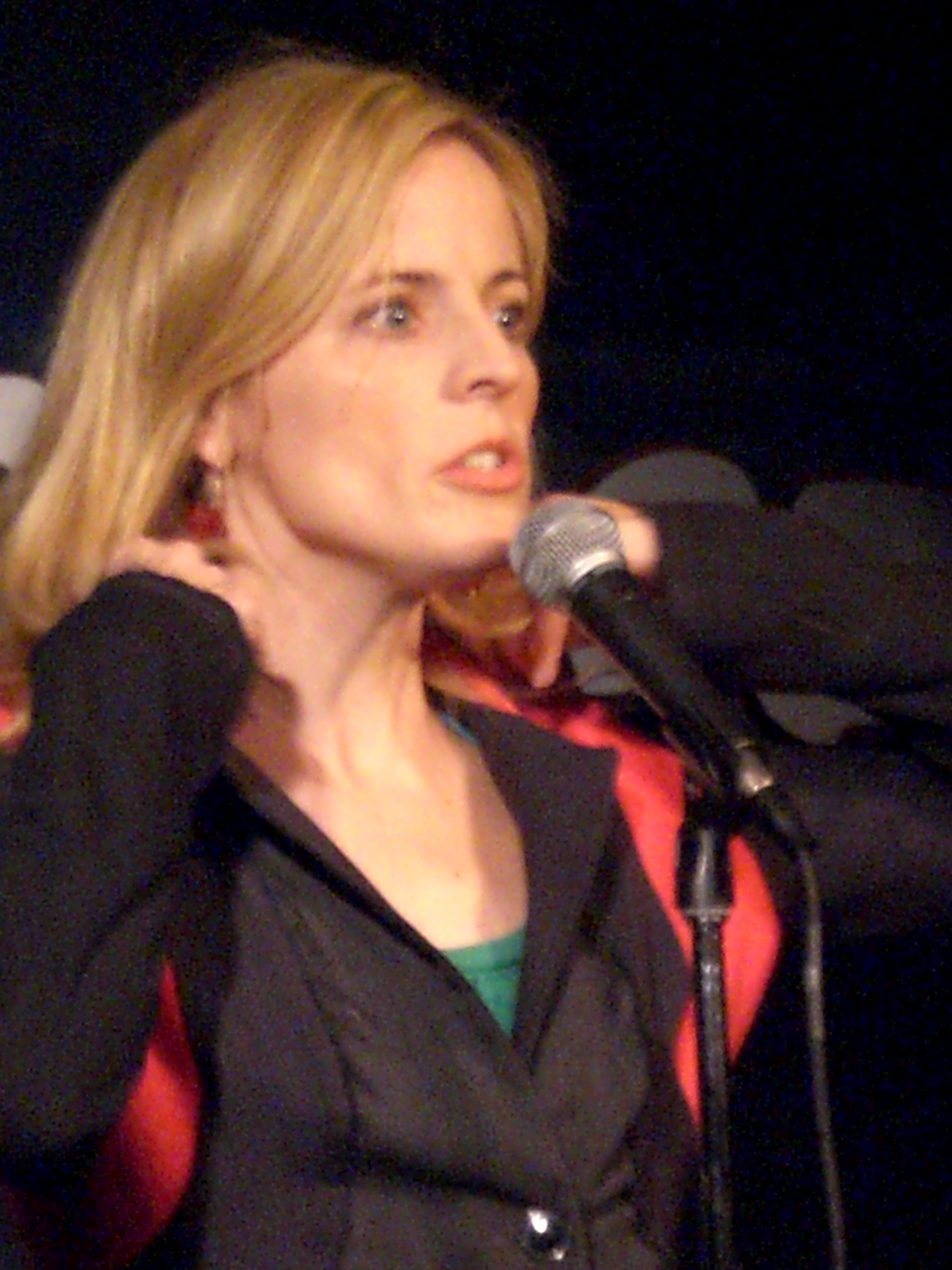
Maria Bamford, a estrela do show.

- Maria Bamford como Maria Bamford, uma versão ficcional de si mesma.
  - Bamford também fornece a voz de Blueberry,, cão Scott .
- Fred Melamed como Bruce Ben-Bacharach, Gestor de Maria
- Mary Kay Place como Marilyn Bamford, a mãe de Maria.
- Ólafur Darri Ólafsson como Scott, Namorado de Maria (temporada 2, recorrente temporada 1)

### Recorrente
- Ana Gasteyer como Karen Grisham, Agente de Maria.
- Ed Begley Jr. com Kurt Braunohler (temporada 2, flashbacks) como Joel Bamford, pai de Maria.
- Lennon Parham como Larissa, Amiga de Maria.
- Bridget Everett como Dagmar, Amigo de Maria.
- Mo Collins como Susan Beeber, Amiga de infância de Maria.
- Dean Cain como Graham, Ex-noivo de Maria.
- June Diane Raphael como Karen Grisham, Corretor de imóveis de Maria.
- Jenny Slate como Karen Grisham, Treinadora de vida de Maria.
- Yimmy Yim como Chantrelle,  Assistente de Bruce.
- Kyle McCulloch como a voz de Bert, Cão de Maria.

### Convidados
- Stephnie Weir
- Sarah Silverman
- Tig Notaro
- Adam Pally
- Patton Oswalt
- Brian Posehn
- Jackie Kashian
- Esther Povitsky
- John Mulaney
- John Ridley
- Mark McGrath
- Mira Sorvino
- Brandon Routh
- Wendie Malick
- Missi Pyle
- Seth Meyers
- Judd Apatow
- Annie Mumolo
- Joanna Cassidy
- Kerri Kenney
- Jason Mantzoukas
- Jon Cryer
- Justin Tinucci
- Adrian Zmed
- Andy Samberg
- Judy Greer
- Jill Soloway
- "Weird Al" Yankovic
- Melanie Hutsell

### Escrita
Maria Bamford foi envolvido no processo de escrita, mas ela não escreveu nenhum episódio. Apesar de o show se basear na vida real de Bamford, os escritores tiveram a liberdade de modificar suas experiências para fins criativos. Por exemplo, no episódio piloto, Maria coloca um banco na frente de sua casa em um esforço para promover um senso de comunidade em seu bairro. Essa ideia veio da vida real de Bamford.
Mesmo que ela não tomasse uma abordagem prática na escrita da série, ela estava na sala dos escritores com frequência, para discutir ideias e "sair" com os escritores..Os créditos de escrita incluem Kyle McCulloch, ex -escritor de South Park , e Jen Statsky, ex-escritor  Parks and Recreation  e Late Night with Jimmy Fallon.

### Direção
Os ex-colaboradores de  Arrested Development, Max Winkler e Andrew Fleming dirigiram os episódios para a Lady Dynamite. Rob Cohen (The Fast and The Furious), a vencedora do prêmio da Academia Jessica Yu e Ryan McFaul também dirigiram episódios.

## Recepção
| Temporada | Temporada            | Resposta crítica     | Resposta crítica |
| Temporada | Temporada            | Rotten Tomatoes      | Metacritic       |
| --------- | -------------------- | -------------------- | ---------------- |
| 1         | 94% (31 comentários) | 85% (15 comentários) |                  |
| 2         | 100% (7 comentários) | 85% (4 comentários)  |                  |

A primeira temporada de Lady Dynamite recebeu ampla aclamação da crítica. No Rotten tomatoes, ela tem uma classificação de 94%, com base em 31 avaliações, com uma classificação média de 8.2/10.  O consenso crítico do site diz: "Lady Dynamite, de Maria Bamford, é um passeio vibrante, subversivo, doce e meta-ficcional, mas também um retrato corajoso, distanciador e, finalmente, profundo de uma psique problemática" No Metacritic, a temporada tem uma pontuação de 85 a 100, com base em 15 de resenhas, indicando "aclamação universal". O show tem atraído a atenção por causa de sua representação da doença mental.
The New York Times descreveu o show como "[tendo] sua própria voz estranha e sincera e sua própria lógica de sonho" e "algo mais, de uma maneira boa: uma jornada para o centro da mente da Sra. Bamford que mergulha através da fantasia após o loopy fantasia e emerge com algo real ". Sobre o estilo do show, O The New York Times observou que "Os criadores do programa, Pam Brady (South Park) e Mitch Hurwitz (Arrested Development), construíram uma casa de diversão multifuncional, pulamos a tempo e passamos do meta-show para memórias para a alucinação "."
Variety  descreveu a performance de Bamford dizendo que "a atriz e comediante, cuja presença raramente tem sido usada, bem como está aqui, gerencia o truque de ser tanto credível como inocente e vitorioso". " Variety também elogiou as estrelas convidadas do programa, afirmando: "todo o show ganha muita energia de uma série variada de atores convidados de jogos, incluindo  Mira Sorvino, Patton Oswalt, Ana Gasteyer, Brandon Routh, e Bridget Everett, todos os quais aparecem encantado por estar na órbita de brincadeira de Bamford ".
Os críticos compararam a série com Unbreakable Kimmy Schmidt, Community, Review e BoJack Horseman por causa da maneira como usa meta-humor, humor absurdo e como lida com a  saúde mental.
Honras
| Categoria                          | Destinatário(s)                    | Resultado              | Ref.                   |                        |                        |
| 21 de Satélite Prêmios             | 21 de Satélite Prêmios             | 21 de Satélite Prêmios | 21 de Satélite Prêmios | 21 de Satélite Prêmios | 21 de Satélite Prêmios |
| ---------------------------------- | ---------------------------------- | ---------------------- | ---------------------- | ---------------------- | ---------------------- |
| Melhor Série de Comédia ou Musical | Melhor Série de Comédia ou Musical | Indicado               | [ 18 ]                 |                        |                        |
| 2016 IGN Prêmios                   |                                    |                        |                        |                        |                        |
| Melhor Nova Série                  | Melhor Nova Série                  | Indicado               | [ 19 ]                 |                        |                        |